# 1-ша кінна дивізія (Українська Держава)
1-ша кінна дивізія (1 к.д.) — військове з'єднання збройних сил Української Держави під час української революції та радянсько-української війни.

## Історія
29 квітня 1918 року дивізія перебувала в Одесі.
В Одесі знаходився й штаб 3-го Одеського корпусу - військового округу. Командувачем корпусу був генерал-майор В. В. Біскупський, одночасно він командував всіма військами Української Держави, які знаходилися в районі Одеси.

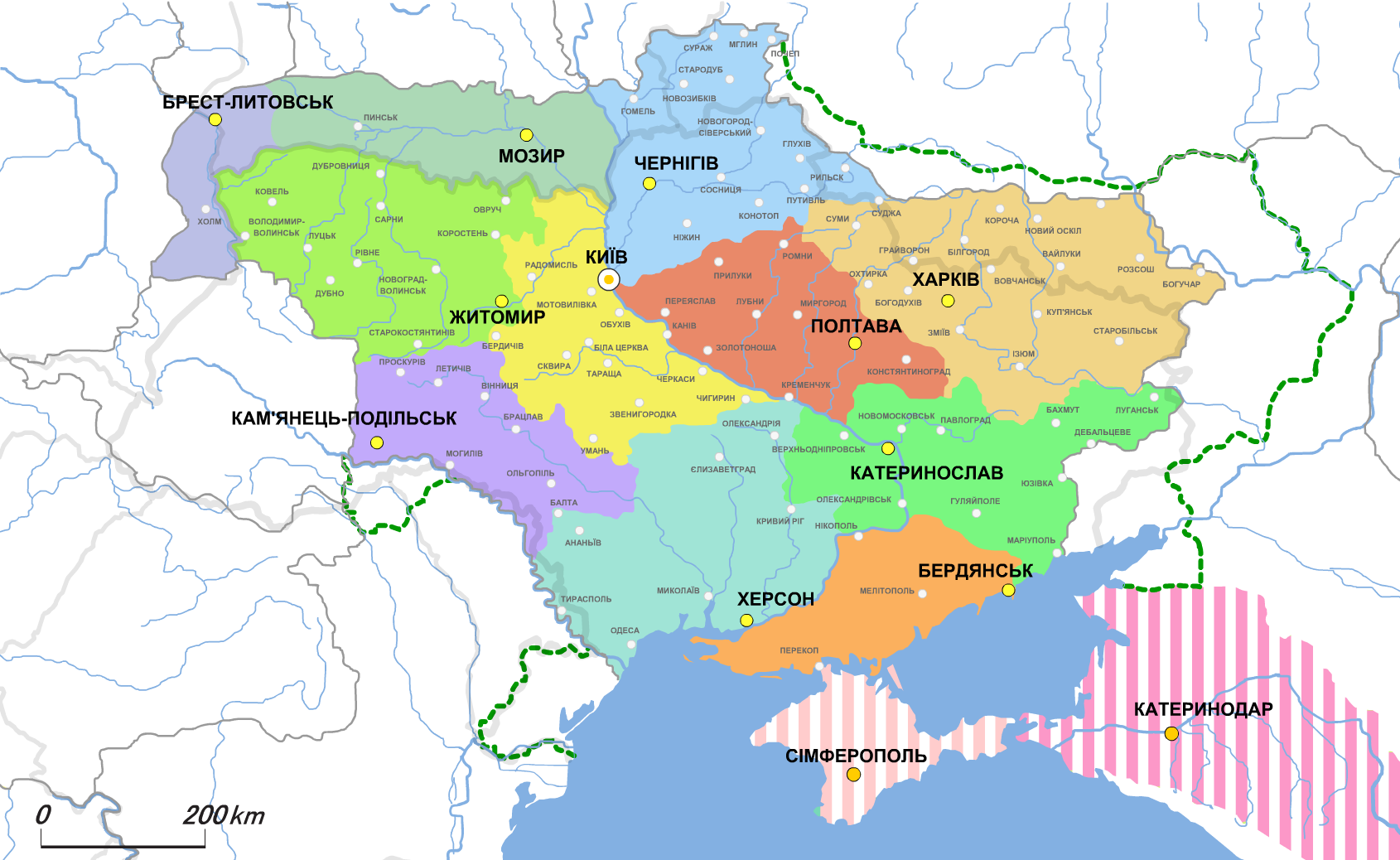
Адміністративно-територіальний поділ. Зелена пунктирна лінія — територіальні претензії.

8 липня 3-й Одеський корпус перейменовано на 3-й Херсонський корпус.
20 липня командувача військ Армії Української Держави в Одесі генерал-майора В. В. Біскупського призначено в.о. командира 1-ї кінної дивізії в районі Одеси, У листопаді-грудні В. В. Біскупський також очолював російські добровольчі частини в Одесі.
16 листопада розпочався заколот Директорії проти влади німецького командування, уряду Української Держави й особисто гетьмана П. П. Скоропадського.
Звістка про початок повстання розліталася по країні. В армії стався розкол і почалася «Українська громадянська війна». Військовослужбовці приймали одну із сторін. Революція в Україні загрожувала змести ще одну владу.
Командувач 3-го корпусу генеральний значковий Березовський Олександр Іванович, який перейшов з частиною особового складу корпусу до російської Добровольчої армії, в Одесі виступив проти бунтівних військ Директорії. Так як влада в Одесі перейшла до Директорії, то він був звільнений з армії розпорядженням Директорії. Російські офіцери-добровольці відійшли в напрямку порту.
3-12 грудня генерал-майор В. В. Біскупський командував ще й зовсім знесиленим 3-м Херсонським корпусом.
На початку грудня генерал-майор В. В. Біскупський оголосив про супротив начальнику Херсонської дивізії Директорії отаману М. О. Григор'єву, який наступав на Одесу, маючи 150 козаків Української Держави проти 1500 козаків Директорії. Можна припустити, що частина особового складу 1-ї кінної дивізії, яка залишилася вірною уряду, взяла участь в боях проти військ Директорії.
Загони Херсонської дивізії М. О. Григор'єва рухалися на Одесу двома колонами. При цьому В. В. Біскупський мав в цей час у своєму розпорядженні до 50 козаків урядових військ проти однієї колони повстанців-григор'євців і близько 100 козаків — проти іншої. Колони повстанців-григор'євців без зусиль пройшли позиції урядових військ і підійшли до Одеси з боку н.п. Жмеринка й Вознесенськ 9 грудня начальник дивізії отаман М. О. Григор'єв висунув ультиматум про здачу міста.
В Одесі протягом 11-17 грудня йшла боротьба за владу між збройними угрупованнями Директорії, союзних військ Антанти й російської Добровольчої армії.
Нетривала «Українська громадянська війна 16 листопада — 14 грудня 1918 року» завершилася 14 грудня, коли Верховний Воєвода Української Армії і Флоту гетьман П. П. Скоропадський дав вказівки командувачу всіма російськими добровольчими частинами в Українській Державі князю генерал-лейтенанту О. М. Долгорукову, а той видав наказ про припинення опору і демобілізації захисників Києва.
П. П. Скоропадський зрікся влади. Уряд передав повноваження Міській Думі й Міській Управі.

### Подальша доля
18 грудня (н. ст.) виконавши вимогу командування союзних військ Антанти, війська Директорії покинули Одесу. Французьке командування заявило про те, що Одеса і Одеський район стають їх сферою впливу. У місті концентрувалися білогвардійські війська.
18 грудня генерал-майор В. В. Біскупський звільнений з посади командувача всіма військами Української Держави, що перебували в районі Одеси, і командувача російськими добровольчими частинами в Одесі.

## Командування
- генерал-майор Біскупський Василь Вікторович, начальник дивізії, (20.07- грудень 1918)

## Структура
На квітень-грудень 1918:
- управління
- 1-й кінний полк
- 2-й кінний полк
- інші підрозділи